# غوردون بيرك
غوردون بيرك (بالإنجليزية: Gordon Burke)‏ هو سياسي أمريكي، ولد في 5 فبراير 1941 في مارشالتاون في الولايات المتحدة. حزبياً، نشط في الحزب الديمقراطي. وقد انتخب عضو مجلس نواب ولاية ايوا.